# Swedish House Mafia
Swedish House Mafia este o formație suedeză de muzică electronică dance din care fac parte trei DJ și producători: Axwell, Steve Angello și Sebastian Ingrosso. Grupul a luat ființă oficial la sfârșitul anului 2008. Supranumit 'supergrupul', acesta s-a clasat pe numărul zece în topul celor mai buni DJ din 2011 publicat de revista DJ Magazine. Pe 24 iunie 2012, grupul a anunțat pe site-ul lor oficial că turneul prezent va fi și ultimul înaintea dizolvării formației.
Însă formația nu a mai fost dizolvata, ei lansând un nou hit: Don't You Worry Child feat John Martin.

## Cariera Muzicală

### Formare
Angello și Ingrosso s-au întâlnit încă de când erau copii în Stockholm; Axwell nu a devenit un membru decât cațiva ani mai târziu când cei doi au avut șansa să îl contacteze după ce se întâlniseră cu puțin timp în urmă cu el.

### Producții
Prima producție publicată de Axwell, Steve Angello și Sebastian Ingrosso a fost 'Get Dumb'. A fost produsă în colaborare cu Laidback Luke și publicată în 2007. În 2009 au realizat 'Leave The World Behind' cu Laidback Luke și Deborah Cox. În 2010, Swedish House Mafia au semnat un contract cu, casa de discuri Polydor Records (cunoscută în trecut sub numele de Polygram) dupa ce au fost ignorați de fosta lor casă de discuri EMI, datorită unor viziuni diferite. Au scos primul lor single official, 'One(Your Name)', sub numele de Swedish House Mafia pe Beatport pe data de 26 mai 2010, unde a cunoscut succesul international, clasându-se pe locul 7 în topurile din Regatul Unit. Următorul single, 'Miami 2 Ibiza', în colaborare cu Tinie Tempah, s-a clasat pe locul 4 în topul din Regatul Unit în Septembrie 2010. Amândouă piesele au fost scoase de pe albumul 'Until One'; o colecție cu producțiile și remixurile grupului Swedish House Mafia dar și a fiecărui artist în parte. A primit o certificare BPI Gold Sales în Regatul Unit. La începutul anului 2011, Swedish House Mafia a publicat un nou single, 'Save The World', împreuna cu John Martin (voce), care s-a clasat pe locul 10 în topurile din Regatul Unit publicat în Mai 2011. Pe data de 12 martie 2012, Swedish House Mafia au scos ultimul lor single, intitulat 'Greyhound'.

## Turneul Final
Pe 23 iunie 2012, artiștii au anunțat pe site-ul oficial al grupului că turneul din 2012 va fi și ultimul: "Astăzi dorim să vă împărtășim faptul că turneul care e pe cale să înceapă va fi și ultimul. Dorim să mulțumim fiecăruia dintre voi care ne-a susținut. Am venit, am revoluționat, am iubit." Au publicat și trei date pentru turneu, ultima dintre ele va urma să fie anunțată în August. Nu se știe dacă membrii grupului vor mai colabora în viitor. Într-un interviu cu Rolling Stone în legătură cu despărțirea grupului, Angello a declarat că "am decis că am ajuns la un punct unde nu știam care va fi următoarea mișcare," și că "ne-am depășit visele și am ajuns foarte, foarte departe"; Angello de asemenea a mai declarat că se concentrează pe crearea propriei sale case de discuri, Size Records după despărțire.

## Concertul din Phoenix Park
Pe 7 iulie 2012, Swedish House Mafia au avut o reprezentație cu casa închisă în Phoenix Park, Dublin. Concertul a degenerat in haos, cu un ”numar semnificant” de atacuri la întâmplare despre care ministrul irlandez de justiție a declarat că fiind unele ”foarte nemaiîntâlnite”. Un total de nouă oameni au fost înjunghiați. Posibilitatea unor atacatori multiplii nu a fost exclusă. Toți cei atacați erau adolescenți sau aveau în jur de douăzeci de ani. Un bărbat a fost înjunghiat de cinci ori în timp ce prietena sa îl privea terifiată, acesta având răni la ficat si având nevoie de copci la cot si cap. Un alt bărbat a fost lasat în stare critică după ce a fost înjunghiat de patru ori în spate și in rinichi. Alți doi oameni, Lee Scanlon (20 ani) și Shane Brophy (21 ani), de asemenea au murit în timpul concertului. Circumstanțele în care aceștia au decedat nu au fost clare imediat. Un altul, Brophy, din County Laois, a fost dus de urgența la spital dar a murit acolo.
Swedish House Mafia a publicat o declarație în legătura cu evenimentele acestea:
”Am avut o reprezentație la un festival în Irlanda si am aflat câteva știri in legatură cu câteva incidente. Nu am văzut nimic dar am cerut informații foarte detaliate iar acum așteptam mai multe detalii de la promoterul nostru. După ce vom afla mai multe în legătură cu aceste incindente, vom vedea cum putem ajuta, dar deocamdată vrem sa respectăm decizia promoterului de a menține liniștea în semn de respect pentru acest eveniment.
Festivalul în sine a fost minunat și nu aveam nici o idee ca s-a întâmplat așa ceva și nici ceilalți artiști care au fost la festival nu au avut auzit de o asemenea întâmplare. De îndată ce vom afla mai multe, vom ajuta cum vom putea. Multumim! Swedish House Mafia.”
Taoiseach Enda Kenny a declarat despre acest eveniment: ”Absolut disprețuitor și scandalos”. Kenny de asemenea s-a întrebat dacă muzica de la festival are legătură cu cele întâmplate acolo, după ce a observat ca ”800,000 de oameni au fost în Galway pentru finala Volvo fără nici un incident și acest festival din Phoenix Park a avut loc între alte două festivaluri unde nu a fost nici un incident.” Alt ministru, Brian Hayes, a spus ca incidentele au fost ”inacceptabile (...) foarte serioase, este greșit și trebuie să aflăm ce nu a mers bine”. Jim Carroll a scris in The Irish Times: ”Evenimentele care au avut loc în public la concertul Swedish House Mafia (...) vor fi clasificate ca fiind niste înjunghieri și decese probabil cauzate de consumul de droguri și nici decum ca fiind muzică”. Tot in The Irish Times, Brian Boyd a spus ca, ”în legătură cu faptul că stilul acesta de muzică are legătură cu aceste întâmplări ... eu sunt de părere că trebuie analizat. Swedish House Mafia au stil asemănător cu o ”cultura dance” (...) și întotdeauna au implicat și drogurile. (...) Generația de azi are tendința de a consuma alcool - consumă fără discernământ. Iar atunci când amesteci un drog tare cu, cantități mari de alcool, este timpul (pentru noi ceilalți) sa ne luptăm cu acest fenomen.”
Pe 14 Iulie in Buckinghamshire, Anglia, trei oameni au fost înjunghiați de o persoană necunoscută la Milon Keynes Bowl.

## Membrii grupului

### Axwell
Axwell s-a clasat pe locul 12 în Top 100 DJ întocmit de revista DJ Magazine în 2011. La sfârșitul anului 2004, Axwell a realizat un hit global, ”Feel the Vibe”, care mai apoi a fost relansat sub licența Ministry of Sound iar în 2005 cu vocalul Tarei McDonald sub numele ”Feel the Vibe (Til the Morning Comes)”. În primăvara anului 2006, Axwell și Steve Angello, sub numele de Supermode, au remixat piesa lui Bronski Beat, ”Smalltown Boy”, realizând ”Tell Me Why”. În August 2007, Axwell ii s-a alăturat lui Max’C pentru a realiza piesa ”I Found U”, care a intrat pe locul 6 în topul din Regatul Unit. Axwell a produs de asemenea remixuri pentru alți artiști - mixuri care au inclus piesa lui Usher, ”Burn”(BMG), a lui Room 5, ”Make Luv”(Positiva), Clipse & Faith Evans, "Ma, I Don’t Love Her" (RCA), Stonebridge, "Put 'Em High" (Hed Kandi), N*E*R*D, "Maybe" (Virgin) și mai recent piesa lui Hard-Fi, ”Hard to Beat”, Deep Dish, ”Dreams”, Pharrell, ”Angel”, Nelly Furtado, ”Promiscuous” și Madonna, ”Jump”. În 2012, Axwell a realizat single-ul ”In My Mind” pe care l-a publicat pe Beatport.

### Steve Angello
Steve Angello s-a clasat pe locul 23 în Top 100 DJ întocmit de revista DJ Magazine în 2011. Steve Angello a cunoscut faima atunci când a realizat un remix al piesei ”Sweet Dreams” de Eurythmics la sfârșitul anului 2004. În 2007 remixul Robin S ”Show Me Love” a fost publicat pe Data Records. Angello a produs sub diferite nume. Pe cont propriu, el s-a numit Who's Who și a scos piese numite ”Not So Dirty” și ”Sexy Fuck”. De multe ori colaborează cu prietenul său din copilărie, Sebastian Ingrosso. În afară de aceasta colaborare, ei au scos diferite piese și sub numele Buy Now, Fireflies, General Moders, Mode Hookers, Outfunk și The Sinners. Mai recent, ei au realizat ”Bodycrash” sub numele Buy Now, remixând hitul din 1978 al lui Michael Zager Band, ”Let's All Chant". Piesa a fost prezentată prima oara de Pete Tong în showul său de pe Radio 1 la sfârșitul anului 2007. Dupa aceea remixul Dirty South a fost scăpat pe internet in ianuarie 2008. Piesa a obținut din acel moment multe critici pozitive pe Positiva Records incluzând de asemenea remixul lui Laidback Luke. Angello a produs de asemenea si cu Eric Prydz sub numele A&P Project. De asemenea a mai realizat o piesă cu prietenul său Axwell sub numele Supermongo, care a devenit mai târziu Supermode. Au făcut un cover al unei piese vechi de Bronski Beat, numind-o ”Tell Me Why”. Aceasta a fost publicata prin Ministry of Sound și Data Records în vara lui 2006. Piesele lui Steve Angello pot fi clasificate ca fiind house (”Summer Noize”), progressive ("Yeah"), Tech house ("Partouze") și electro house ("Raining Again"). Deține de asemenea și propria sa casă de discuri, Size Records. Fratele său, Antoine Josefsson, este un DJ si producător care realizează piese sub numele AN21. Împreuna au realizat piesele ”Valodja”, ”Flonko” & ”Swing N Swoosh”.

### Sebastian Ingrosso
Sebastian Ingrosso s-a clasat pe locul 26 în Top 100 DJ întocmit de revista DJ Magazine în 2011 și a câștigat premiul pentru cea mai mare intrare în top în 2009, un record bătut numai de Deadmau5 în Top 100 DJ 2008 când s-a clasat pe locul 11. În 2009, Sebastian Ingrosso a realizat Laktos, Kidsos, Echo Vibes și Meich (cu Dirty South) cu propria sa casă de discuri, Refune, ”How Soon Is Now” (cu Julie McKnight, David Guetta și Dirty South) și imnul house ”Leave the World Behind” împreună cu Axwell, Steve Angello, Laidback Luke, și Deborah Cox(voce). El a co-scris si co-produs piesa ”Cupid Boy” de pe albumul lui Kylie Minogue ”Aphrodite” împreună cu Magnus Lidehäll, Nick Clow și Luciana Caporaso. Ingrosso a produs de asemenea piese pentru Lazee ("Rock Away") și Kid Sister ("Right Hand Hi" cu Steve Angello). Artiștii pe care i-a remixat de-a lungul anilor includ pe Justin Timberlake, Moby, Röyksopp, Hard-Fi și Deep Dish. În 2011 Sebastian Ingrosso a publicat imnul târziu al verii ”Calling” cu Alesso care a ajuns pe locul 2 în Top 10 pe Beatport.

## Reuniune
În 25 martie 2018, după 5 ani de pauză, aceștia s-au reintors într-un mod surpriza pe scena Festivalului Ultra din Miami. Revista DJMag a anunțat în ziua respectiva faptul ca acestia s-au reunit si vor concerta in aceeasi seara in cadrul festivalului. În cele 24 de ore  inaintea concertului lor surpriza la festival, prietenii și colaboratorii trio-ului au confirmat zvonurile inițiale prin postarea de imagini pe Instagram ale logo-urilor simplificate SHM pictate in diferite locatii in Miami. Swedish House Mafia, in cadrul unui interviu, au fost intrebati care este motivul intoarcerii lor, la care acestia au raspuns: "Era timpul.."

## Discografie

### Album
| An   | Album                                                                                            | Poziția maximă | Poziția maximă | Poziția maximă | Poziția maximă | Poziția maximă | Poziția maximă | Poziția maximă | Poziția maximă | Vânzări și certificații |
| An   | Album                                                                                            | SUE            | BEL (FLA)      | BEL (WAL)      | DEN            | FRA            | NL             | SWI            | US             | Vânzări și certificații |
| ---- | ------------------------------------------------------------------------------------------------ | -------------- | -------------- | -------------- | -------------- | -------------- | -------------- | -------------- | -------------- | ----------------------- |
| 2010 | Until One - Lansat: 25 October 2010 - Casa de discuri: Virgin - Gen: Dance, House, Electro house | 13             | 6              | 22             | 31             | 66             | 8              | 18             | 139            | - UK: Gold              |

### Discuri Single
| Title                                                            | An   | Poziția maximă | Poziția maximă | Poziția maximă | Poziția maximă | Poziția maximă | Poziția maximă | Poziția maximă | Poziția maximă | Poziția maximă | Poziția maximă | Certificații                                   | Album            |
| Title                                                            | An   | AUS            | AUT            | BEL            | DEN            | IRE            | NLD            | SWE            | SWI            | UK             | US Dance       | Certificații                                   | Album            |
| ---------------------------------------------------------------- | ---- | -------------- | -------------- | -------------- | -------------- | -------------- | -------------- | -------------- | -------------- | -------------- | -------------- | ---------------------------------------------- | ---------------- |
| "Get Dumb"[A] (cu Laidback Luke)                                 | 2007 | —              | —              | —              | —              | —              | —              | —              | —              | —              | —              |                                                | non-album single |
| "Leave the World Behind"[B] (cu Laidback Luke feat. Deborah Cox) | 2009 | —              | —              | —              | —              | —              | —              | 39             | —              | —              | 40             |                                                | Until One        |
| "One"[C]                                                         | 2010 | 82             | 25             | 2              | 20             | 7              | 1              | 11             | 13             | 7              | 3              | - BEL: Platinum - DEN: Gold - SWE: 2× Platinum | Until One        |
| "Miami 2 Ibiza" (cu Tinie Tempah)                                | 2010 | 31             | 36             | 3              | 22             | 5              | 10             | 10             | 19             | 4              | 1              | - AUS: Platinum - UK: Silver                   | Until One        |
| "Save the World"                                                 | 2011 | 82             | 31             | 5              | 15             | 11             | 6              | 4              | 26             | 10             | 1              | - SWE: Platinum                                | Until Now        |
| "Antidote" (cu Knife Party)                                      | 2011 | —              | —              | 39             | —              | 45             | 49             | 26             | 70             | 4              | 3              |                                                | Until Now        |
| "Greyhound"                                                      | 2012 | —              | —              | —              | —              | —              | —              | —              | —              | —              | —              |                                                | Until Now        |
| "—" denotes releases that did not chart.                         |      |                |                |                |                |                |                |                |                |                |                |                                                |                  |

Notes
- A Creditat catre Axwell, Angello, Ingrosso, Laidback Luke.
- B Creditat catre Axwell, Sebastian Ingrosso, Angello, Laidback Luke feat. Deborah Cox.
- C Versiunea din topurile din Regatul Unit, Irlanda și Olanda a fost "One (Your Name)" featuring Pharrell.